# Торпеда Бангалора
Торпеда Бангалора (англ. Bangalore torpedo) — збірний подовжений заряд, призначений для пророблення проходів для піхоти у дротових загородженнях та протипіхотних мінних полях.

## Історія
Бангалорська торпеда була винайдена у 1912 році капітаном Макклінтоком (англ. McClintock) англійським офіцером Корпусу королівських інженерів, який проходив службу в індійському штаті Бенгалі в полку бенгальських, бомбейських і мадраських саперів і мінерів (англ. Regiment of Bengal, Bombay, and Madras Sappers and Miners) армії Британської Індії. Його мета полягала в тому, щоб вирішити проблему подолання загороджень з колючого дроту, що виникли під час боксерської війни в Китаї (1899—1902) і російсько-японської війни (1904—1905).

## Конструкція
Торпеда, що отримала свою назву за місцем свого винаходу місту Бангалор, спочатку становила металеву трубу довжиною 5.5 метрів заповнену 27.2 кілограмами динаміту.
Сучасна торпеда Бангалора, що перебуває на озброєнні американської армії, складається з десяти металевих труб (секцій), званих також торпедами, заповнених вибуховою речовиною, з'єднувальних муфт і одного наконечника, що закріплюється на передньому кінці головної торпеди.